# 征鹏
征鹏（1943年—），曾用名岩温帮（一作温帮、召温帮）、刀新安，男，傣族，云南景洪人，中国作家，曾任第九届全国人大代表，第十届全国政协委员。